# Santuario de Nuestra Señora del Valle de Pravia
El santuario de Nuestra Señora del Valle se encuentra en Pravia, Asturias, en una zona por la que pasan tres ríos: el Nalón, el Narcea y el Aranguín que hacen muy fértil a la comarca tanto en frutales como en hortalizas. Entre las especies arbóreas abundaban mucho los naranjos y limoneros si bien su cultivo y explotación ha venido a menos. La villa de Pravia fue la corte del rey Silo en el año 775 y en sus territorios aparecen una buena cantidad de documentos de esta monarquía asturiana. El santuario fue la iglesia parroquial primitiva de Pravia y cuyo titular era San Andrés como figura en el censo del Libro Becerro de la Catedral de Oviedo escriturado durante el pontificado del obispo de Oviedo don Gutierre de Toledo que duró desde 1377 hasta 1389.: vol. 6º, pag. 125 

## Emplazamiento
El caso antiguo de Pravia está declarado Bien de Interés Cultural y en el borde de este recinto, en el barrio de las Fuentes, se encuentra la ermita o capilla de Virgen del Valle.

## Historia
El santuario lo fundó el «noble caballero praviano» don Pedro Bances en el siglo XII que a mediados de ese siglo fletó una embarcación para ir a Tierra Santa y como acción de gracias por el buen viaje que tuvieron erigió la capilla que llamó de Santa Catalina del Valle. En el siglo XIV se reedificó la iglesia sobre los cimientos de la primitiva y después de las sucesivas reformas ya no queda prácticamente nada del edificio original.

## Estructura y arquitectura
El edificio consta de una sola nave con bóveda de medio cañón, una capilla mayor, coro en altura, sacristía y espadaña con el campanario. La entrada principal tiene dos puertas con arco de medio punto, separadas únicamente por el pilar central que sirve de apoyo a los dos arcos. El templo tiene otra entrada al sur.
La pieza de mayor importancia tanto artística como objeto de devoción es la imagen de la Virgen con el Niño, hechos ambos de terracota policromada y de mediados del siglo XVI obra del escultor italiano Juan Bautista Portigiani que según los expertos es la mejor obra renacentista de Asturias. Respecto a ello se expresa Germán Ramallo:

Tradicionalmente se hace venir de Italia, pero también podía estar relacionada con los productos del mismo material que se hacen en Andalucía (Granada) por ese mismo tiempo. Aunque está supeditada en su apariencia formal a la corriente manierista, su espiritualidad supera la frialdad que por lo general invade las producciones de ese estilo.

El conjunto de la Virgen sedente con el Niño Jesús en sus rodillas y en una posición algo inestable al estar el Niño girado casi totalmente hacia el templo, está dentro de una hornacina a modo de arco de triunfo romano rematado en frontón triangular. Los laterales y el fondo de la hornacina están revestidos de un guadamecil o sea, un cuero repujado, dorado y policromado. El retablo tiene tres calles separadas por columnas. Flanquean la imagen central cuatro imágenes, dos a cada lado. En un lado están dos santas y en el otro dos santos que no han sido suficientemente bien identificados. Todo el conjunto está rematado superiormente por una figura del Padre Eterno y entre este y la Virgen se halla una paloma, símbolo del Espíritu Santo. En las bases de las cuatro columnas del retablo están las figuras de los cuatro evangelistas. Fue restaurado por el escultor Victor Hevia Granda en 1933.

## Fiestas, devociones y tradiciones
La devoción a la Virgen del Valle es tal en la zona de Pravia y sus alrededores que es difícil que en cualquier momento la ermita esté sin algunos devotos rezando a la Virgen. Así lo aseguran las monjas de la comunidad Franciscana del Buen Consejo que se ocupan de la atención material del santuario y de la residencia adjunta para personas de la tercera edad. La festividad de la Virgen del Valle se celebra de 8 de septiembre y destaca no solo el gran número de fieles que acuden de tal modo que la mayoría han de permanecer fuera del santuario sino también la cantidad de sacerdotes que van a decir Misa. Para fomentar aún más el culto y la devoción a la Virgen se fundó el 25 de agosto de 1981 la «Cofradía de Nuestra Señora del Valle». El artículo 2º de los estatutos dice:

Los fines principales además de los expuestos en el artículo 1º son fomentar cada uno de sus miembros la devoción y el rezo del Santo Rosario, en primer lugar dentro del hogar, y después en cualquier reunión, o lugar donde se hallare, donde le sea posible hacerlo, sin respetos humanos. Devoción que siempre fue bendecida, recomendada y practicada por todos los Pontífices, y por el actual reinante, al que Dios conserve muchos años, para bien de la Santa Madre Iglesia y salvación nuestra: vol. 6º, pag. 127 